# 自家幹細胞移植
自家幹細胞移植（じかかんさいぼういしょく、Autologous stem-cell transplantation）は、autogenous、autogeneic、またはautogenic stem-cell transplantation とも呼ばれ、略称auto-SCTで、幹細胞の自家移植である。つまり、幹細胞（他の細胞型が発生する未分化細胞））は、人から取り出され、保存され、後にその人に戻される。
造血幹細胞移植では造血幹細胞（造血幹細胞の前駆細胞）で最も頻繁に行われるが、心臓細胞は心臓発作によって引き起こされた損傷を修復するためにも使用されている。
自家幹細胞移植は、幹細胞のドナーとレシピエントが異なる人である同種幹細胞移植とは異なる。